# مايكل بيرتز
مايكل بيرتز (بالألمانية: Michael Preetz)‏ (17 أغسطس 1967 دوسلدورف ألمانيا - ) هو لاعب كرة قدم ألماني، يلعب كمهاجم.

## مسيرته الكروية
لعب مايكل بيرتز خلال مسيرته الاحترافية مع 5 أندية في سبعة عشر موسمًا وسجل خلالها 178 هدف ضمن 513 مباراة. ولم يفز بأي موسم بالكأس أو بالدوري.
خاض مايكل بيرتز مسيرته مع نادي فورتونا دوسلدورف في موسم 1986–87 ليلعب معه أربعة مواسم، مشاركًا في 91 مباراة سجل خلالها 20 هدف. ثم انتقل إلى سار 05 ساربروكن ‏ في موسم 1990–91 ولمدة موسمين، حيث شارك في 70 مباراة سجل خلالها 29 هدفًا. لينتقل بعدها إلى نادي دويسبورغ في موسم 1992–93 ولمدة موسمين، مشاركًا في 65 مباراة سجل خلالها 19 هدفًا. ثم انتقل إلى نادي فاتنشايد 09 في موسم 1994–95 ولمدة موسمين، مشاركًا في 60 مباراة سجل خلالها 17 هدفًا. هذا وانتقل لاحقًا إلى SG Gesundbrunnen Berlin ‏ في موسم 1996–97 ليلعب معه سبعة مواسم، مشاركًا في 227 مباراة سجل خلالها 93 هدفًا.

## وصلات خارجية
مايكل بيرتز على موقع الاتحاد الدولي (مؤرشف)  (الإنجليزية)
- مايكل بيرتز على موقع قاعدة بيانات كرة القدم.إي يو (الإنجليزية)
- مايكل بيرتز على موقع بيانات كرة القدم. دي إي (الألمانية)
- مايكل بيرتز على موقع ناشيونال فوتبول تيمز (الإنجليزية)
- مايكل بيرتز على موقع عالم كرة القدم.نت (الإنجليزية)